# Ондинея
Онди́нея (лат. Nymphaéa ondínea) — вид двудольных цветковых растений, относящийся, согласно современным представления, к роду Кувшинка (Nymphaea). Ранее выделялся в самостоятельный монотипный род Ondinea.

## Ареал и местообитание
Водное растение, обитающее на северо-западе Австралии в регионе Кимберли (англ. Kimberley region). Растёт на корневище, напоминающем клубнелуковицу, в мелких прудах и ручьях, сухих значительную часть года. В высушенном иле и грязи корневище переживает засушливый сезон.

## Ботаническое описание
У ондинеи отсутствуют ариллус, венчик, а также она обладает некоторыми другими характеристиками, отделяющими её от кувшинок. Корневище около 2,5 см длиной. Листья достигают около 25 см в длину, большинство — погружённые в толщу воды, однако иногда встречаются маленькие плавающие листья.

## Синонимы
- Ondinea purpurea Hartog, 1970